# Crewek
Crewek is een bestuurslaag in het regentschap Grobogan van de provincie Midden-Java, Indonesië. Crewek telt 4350 inwoners (volkstelling 2010).